# Studholme
La ville de Studholme est une localité située dans le sud de la région de Canterbury, dans l’est de l’Île du Sud de la Nouvelle-Zélande.

## Toponymie
Elle est dénommée d’après Michael Studholme (en), un pionnier parmi les colons européens, qui arrivèrent dans le secteur en 1854.

## Situation
La ville de Studholme est située sur une plaine côtière du fleuve Waihao et de la rivière Waimate Creek (en), sur les berges de l’Océan Pacifique et du lagon de Wainono (en).
A approximativement 7 kilomètres à l’ouest se trouve la ville de Waimate, qui est la plus importante ville du district, avec d’autres localités plus petites à proximité, comprenant la ville de Hook vers le nord et 'Nukuroa' et 'Willowbridge' vers le sud.

## Accès
La ville de Studholme est située sur le trajet de la route State Highway 1/S H 1 et de la ligne de chemin de fer de la ligne principale du sud (en).
Le chemin de fer fut ouvert le 1er février 1877, et est toujours en fonction actuellement bien que le service pour les passagers ait cessé après l’arrêt du train express nommé Southerner (en) le 10 février 2002.
Peu après que la ligne de chemin de fer a été ouverte, Studholme devint une jonction, quand un embranchement fut construit en direction de la ville de Waimate.
Connue sous le nom de embranchement de Waimate (en), cette ligne devint opérationnelle le 19 mars 1877 et fonctionna jusqu’au 31 mars 1966, à partir du point Studholme, qui devint un point de transfert du fret du rail vers ou à partir du fleuve Waimate.
Le ballast abandonné de la branche du chemin de fer persiste et peut encore être visible le long de la ligne principale dans Studholme.

## Activité économique
L’économie de la ville de Studholme est essentiellement basée sur l’agriculture.
Une petite activité industrielle est directement en relation avec l’agriculture; par exemple, au niveau d’une laiterie, qui fut ouverte en fin de l’année octobre 2007 et qui produit des dérivés du lait .